# Şahsevən Təzəkənd
Şahsevən Təzəkənd è un comune dell'Azerbaigian situato nel distretto di Ağcabədi. Conta una popolazione di 651 abitanti.